# Бойовий безпілотний літальний апарат

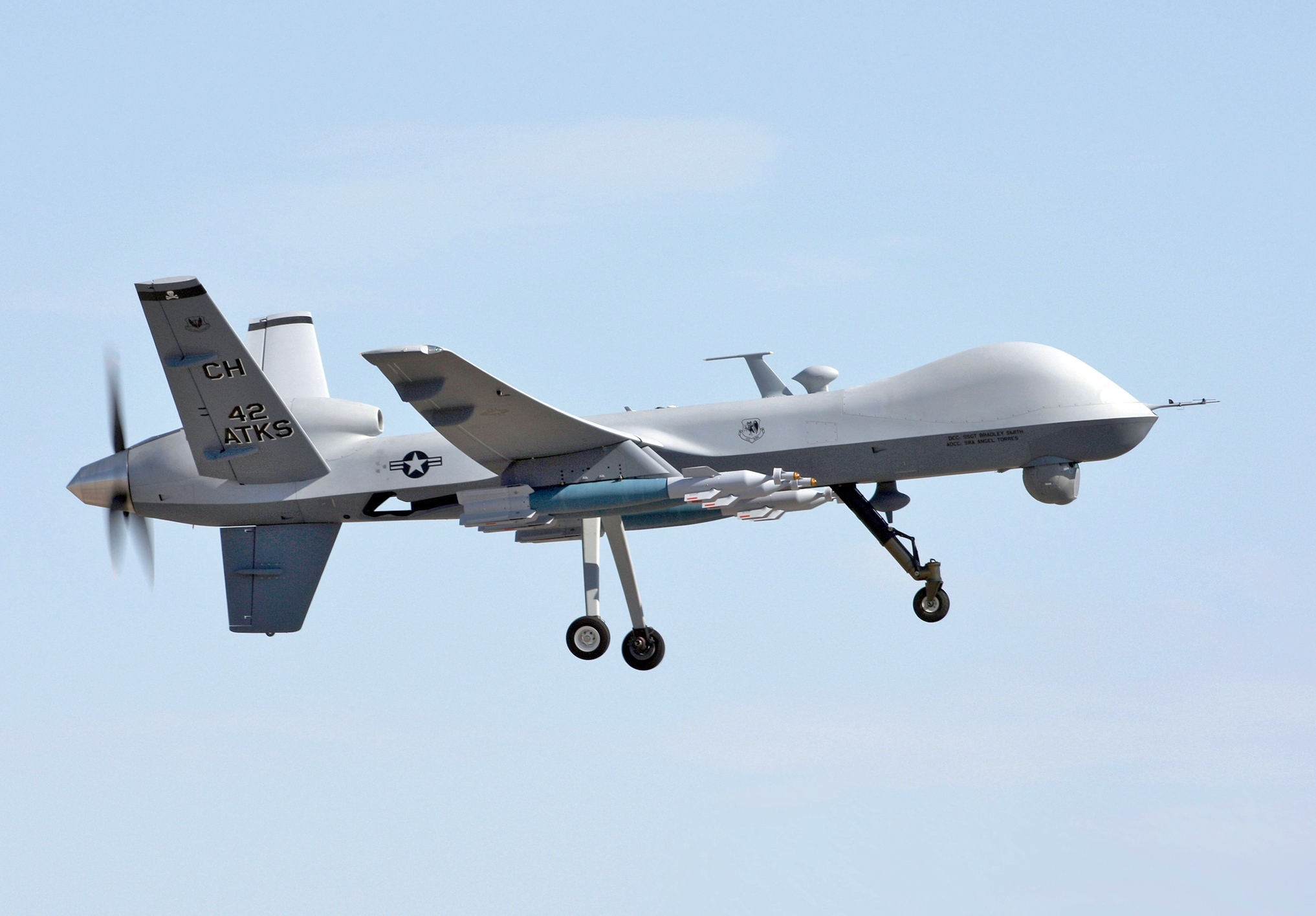
MQ-9 Reaper ВПС США під час навчальної місії

Безпілотний бойовий літальний апарат (ББЛА; англ. Unmanned combat aerial vehicle, UCAV; також відомий як бойовий дрон, ударний БПЛА, а у розмовній мові скорочено, як дрон або бойовий БЛА) — це безпілотний літальний апарат, який використовується для стеження, виявлення цілей і рекогностування, та здатний переносити авіаційні боєприпаси, як от ракети, ПТРК та/або бомби у місцях кріплення, для завдавання ударів з повітря. Такі дрони зазвичай, перебувають під керуванням людини у дійсному часі з різними рівнями автономності. На відміну від безпілотних літальних апаратів спостереження та розвідки, ударні ББЛА застосовуються як для ураження противника, так і заради нагляду за полем бою.
Літальні апарати подібного типу, не мають людини-пілота на борту. Оскільки оператор керує таким носієм із віддаленого електронного терміналу, обладнання призначене для пілота-людини — не потрібне, що дозволяє досягти меншої ваги та розміру, ніж у пілотованого літака. У багатьох країнах виробляються власні безпілотники, а ще велика кількість держав закуповують озброєні БЛА, або вони там розробляються.

## Історія
Одне з найперших досліджень щодо розробки бойового дрона, було проведено Лі Де Форестом — першим винахідником радіопристроїв, і У. А. Санабріа, телеінженером. Вони представили свій задум у дописі від 1940 року в часописі Popular Mechanics. Сучасний військовий дрон, відомий на сьогодні, був дітищем Джона Стюарта Фостера молодшого, фізика-ядерника та колишнього керівника Ліверморської національної лабораторії імені Лоуренса (тоді вона називалася Радіаційна лабораторія Лоуренса). 1971 року, Фостер захоплювався моделюванням літаків і мав думку застосувати цю схильність для створення зброї. Він втілив власний задум, і до 1973 року, DARPA (Агентство передових оборонних дослідницьких проєктів) побудувало два примірники під назвою «Prairie» та «Calera». Вони приводилися в дію доробленим двигуном від газонокосарки і могли залишатися в повітрі протягом двох годин, несучи вантаж вагою 13 кг (28 фунтів).
Збитий силами Корпусу вартових ісламської революції у червні 2019 року, висотний бойовий безпілотний літальний апарат ВМС США RQ-4A, що пролітав над Перською затокою, значно посилив напруженість у взаєминах між Сполученими Штатами та Іраном, що ледь не призвело до воєнного удару у відповідь. Літак розвідки, спостереження та рекогностування (ISR), широко застосовуваний для операцій на Близькому Сході, був збитий іранською модифікацією російського Бук М3 (SA-17), зенітно-ракетним комплексом середньої дальності. Відносна легкість, з якою Іран збив американський розвідувальний комплекс, викликала стурбованість у багатьох військових дослідників та оглядачів. Декан Інституту Мітчелла та генерал-лейтенант ВПС у відставці Девід А. Дептула наголосив, що дозвукові літаки, які не є малопомітними, як-от RQ-4, "не призначені для роботи в районах, охоплених сучасними ЗРК або загрозами класу «повітря-повітря». За його словами, передові зенітно-ракетні комплекси поширилися в усьому світі, навіть для другорядних військових держав, як-от Іран.

## Класифікація
| Клас                 | Категорія      | Рівень воєнних дій  | Висота застосування | Радіус дії  | Рівень застосування     | Приклад платформи   |
| -------------------- | -------------- | ------------------- | ------------------- | ----------- | ----------------------- | ------------------- |
| Клас ІІІ (> 600 кг)  | ударні         | стратегічний        | до 20000 м          | необмежений | ТВД                     | Reaper              |
| Клас ІІІ (> 600 кг)  | HALE           | стратегічний        | до 20000 м          | необмежений | ТВД                     | Global Hawk         |
| Клас ІІІ (> 600 кг)  | MALE           | оперативний         | до 14000 м          | необмежений | Оперативна група        | Heron Bayraktar TB2 |
| Клас ІІ (150—600 кг) | тактичні       | тактичний           | до 5500 м           | до 200 км   | Бригада                 | Hermes 450          |
| Клас І (<150 кг)     | малі (>15 кг)  | тактичне формування | до 1500 м           | до 50 км    | Батальйон               | Scan Eagle PD-2     |
| Клас І (<150 кг)     | міні (<15 кг)  | тактичний підрозділ | до 900 м            | до 25 км    | рота, взвод, відділення | Skylark             |
| Клас І (<150 кг)     | мікро (<66 Дж) | тактичний підрозділ | до 60 м             | до 5 км     | взвод, відділення       | Black Widow         |

## Бойове застосування
Під час Війни Судного дня 1973 року, Ізраїль використовував неозброєні американські дрони-мішені Ryan Firebee, щоби підштовхнути Єгипет до запуску всього свого запасу зенітних ракет. Цей задум було здійснено без ушкоджень ізраїльських пілотів, які незабаром скористалися виснаженням єгипетської протиповітряної оборони. Наприкінці 1970-х і в 80-х роках, Ізраїль розробив Scout і Pioneer, що означало перехід до більш легкої моделі безпілотника планерного типу, котра застосовується і зараз. Ізраїль став першим у використанні безпілотних літальних апаратів (БЛА) для спостереження у дійсному часі, та у якості електронної боротьби чи приманок. Зображення отримані за їх допомогою та радіолокаційні приманки, надані цими ББЛА, допомогли Ізраїлю повністю знешкодити сирійську протиповітряну оборону під час операції «Mole Cricket 19» на початку Ліванської війни 1982 року, завдяки чому жодного пілота не було збито.
Наприкінці 1980-х років Іран використав безпілотник, озброєний шістьма снарядами РПГ-7, під час Ірано-іракської війни.
Під враженням від успіхів Ізраїлю, США швидко придбали низку ББЛА, а їхні системи Hunter і Pioneer є прямими похідними від ізраїльських моделей. Перша «війна ББЛА» була першою війною в Перській затоці: згідно зі звітом Департаменту військово-морського флоту за травень 1991 року: «Принаймні один ББЛА весь час перебував у повітрі під час Бурі в пустелі». Після того, як війна в Перській затоці успішно показала корисність бойових безпілотників, збройні сили у всьому світі залучили значні кошти у внутрішні розробки бойових БЛА. Перше «вбивство» американським ББЛА відбулося 7 жовтня 2001 року в Кандагарі.

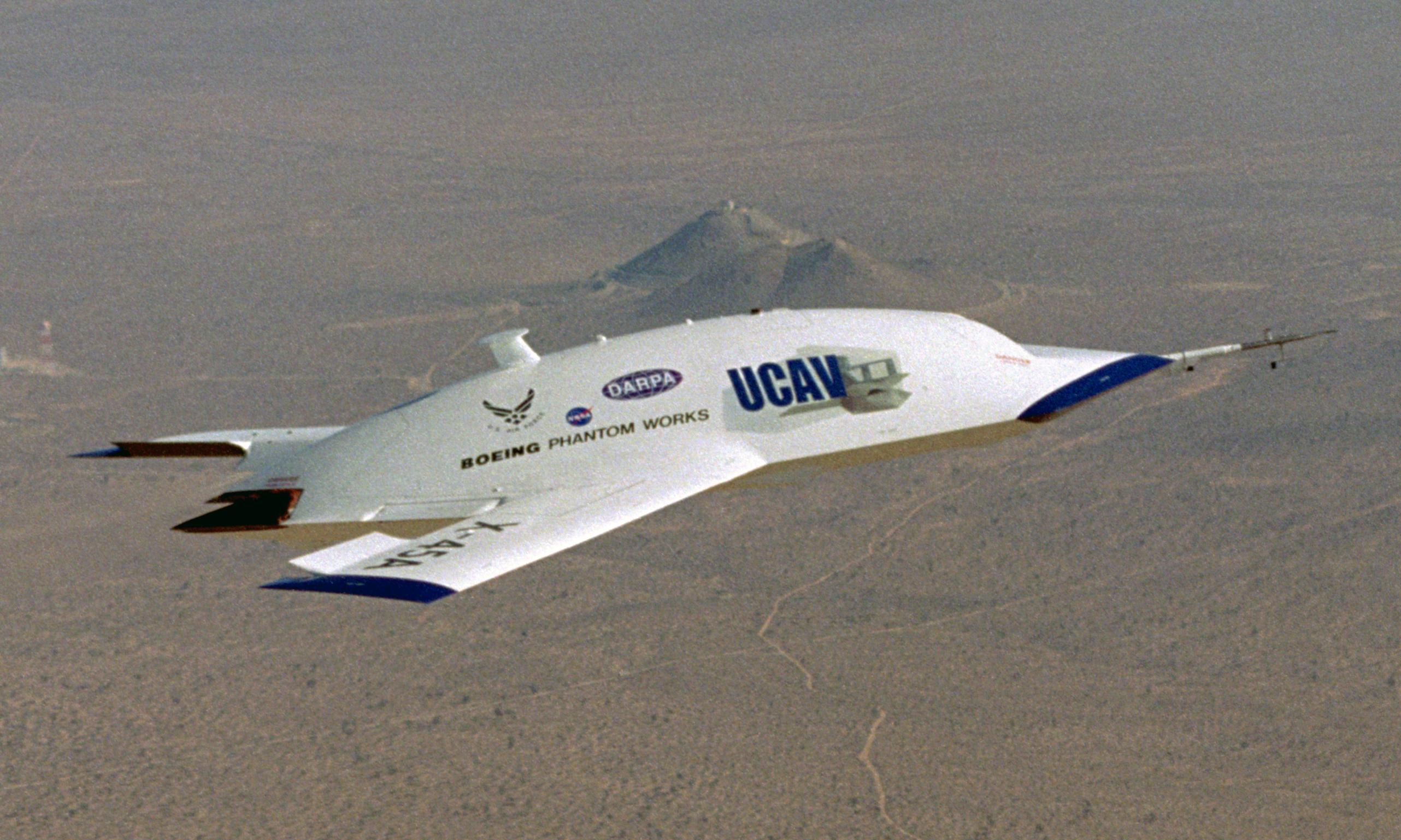
Прототип бойового безпілотника Boeing X-45

В останні роки США збільшили кількість ударів безпілотниками по цілях в закордонних країнах і в інших місцях, у межах боротьби з тероризмом. У січні 2014 року було підраховано, що від ударів безпілотників США впродовж п'яти років, загинули 2400 людей. У червні 2015 року, загальна кількість загиблих від ударів американських безпілотників перевищувала вже 6000 осіб. 2020 року Туреччина стала першою країною, яка застосувала ББЛА у великому узгодженому нападі на звичайному полі бою, коли вони завдали удару по військовим силам в Сирії. Їх використовували для нападу на позиції противника, заради прикриття власних наземних сил і задля виявлення артилерії. Безпілотники широко використовувалися у війні за Нагірний Карабах між Азербайджаном і Вірменією 2020 року. Застосування Азербайджаном дешевших турецьких безпілотників TB2, вважалося вирішальним для їхньої перемоги над вірменськими військами. Бойові безпілотники також широко застосовуються в ході російсько-української війни (з 2014), особливо під час російської навали в Україну у лютому 2022 року. Використання дронів дає цінову перевагу:
«Люди беруть невеликі дрони, такі як ті, які можна купити в JB Hi-Fi за 2000 доларів, розміщують на них гранату, літають над ворожими солдатами, системою ППО або танком і випускають гранату. По суті, можна виготовити машину вартістю 3000 доларів, щоби знищити обладнання вартістю 5 мільйонів доларів і вище, яке є у вашого супротивника».
Дослідження 2022 року, яке оцінювало вплив ББЛА на бойові дії під час нападу Російської Федерації на Україну, показало, що безпілотні літальні апарати були дуже вразливі до засобів протиповітряної оборони і систем радіоелектронної боротьби, та що їх можна дієво використовувати лише за підтримки інших силових структур. У дослідженні було зроблено висновок, що самі по собі, ББЛА не матимуть переламного впливу на війну.

## Застосування з терористичною метою
Під час битви за Мосул 2017 року повідомлялося, що доступні у вільному продажу квадрокоптери та інші безпілотники, використовувалися Ісламською державою Іраку та Сирії (ІДІЛ) як носії, задля спостереження та доправлення зброї за допомогою саморобних люльок для скидання гранат та іншої вибухівки. Споруда з безпілотниками ІДІЛ, стала ціллю ударної авіації Королівських ВПС.
Вважається, що інші групи в Сирії також використовували цивільні БЛА для нападів. Рій безпілотників, озброєних бомбами, здійснив напад на російські військові бази в західній Сирії на початку січня 2018 року.

## Тактика боротьби з безпілотниками
Завдяки широкому використанню українськими військами безпілотників у російсько-українській війні 2022 року, з'явилися нові способи боротьби. Сигнали GPS, широко використовуються для спрямування безпілотника на пошук російської артилерії, та наведення на неї української артилерії. Тож заглушення цих сигналів GPS дронів призводить до того, що дрони працюють менш ефективно. Оператори безпілотників змушені покладатися на заздалегідь запрограмовані маршрути крізь зони перешкод, доки зв'язок не буде відновлено. Інші системи ББЛА, які постачає Захід, засновані на автоматизації. Системи, як-от AeroVironment Switchblade, здатні знаходити цілі самостійно, вимагаючи дозволу людини лише для ураження знайдених загроз.

## Вплив від застосування

### Політичні впливи
Як нова зброя, дрони мають непередбачені політичні наслідки. Деякі науковці стверджують, що повсюдне використання дронів підірве народну легітимність місцевих органів влади, які звинувачуються у дозволі на такі удари.
6 серпня 2020 р. сенатори США Ренд Пол (R-KY), Майк Лі (R-UT), Кріс Мерфі (D-CT), Кріс Кунс (D-DE) та Берні Сандерс (I-VT) представили законопроєкт про заборону продажу, передавання та експорту великих бойових дронів до країн, котрі не входять до НАТО, на тлі побоювань, що цивільні особи були вбиті зі зброї американського виробництва, яку використовували Саудівська Аравія та ОАЕ під час вторгнення Саудівської Аравії до Ємену. Конгрес раніше вжив подібний захід за підтримки обох партій, але не зміг подолати вето президента Дональда Трампа.

### Психологічна дія
Оператори ББЛА також можуть відчувати психологічний стрес через бій, у якому вони беруть участь. У декого може навіть з'явитися посттравматичний стресовий розлад (ПТСР). Є повідомлення про те, що пілоти дронів боролися із посттравматичним стресовим розладом після того, як вони ненароком вбивали мирних жителів, особливо дітей. Більше того, на відміну від пілотів бомбардувальників, оператори безпілотників надовго затримуються на події після розриву вибухівки, та більш докладно бачать її вплив на людські тіла. Напружена підготовка, яку проходять американські оператори безпілотників, «працює над дегуманізацією „ворожих“ людей унизу, водночас прославляючи та героїзуючи саме убивство».

Професор Шеннон Е. Френч, директор Центру етики та передового досвіду в Університеті Кейс Вестерн Резерв і колишній професор Військово-морської академії США, задається питанням, чи посттравматичний стресовий розлад може коренитися в підозрі, що на карту поставлено щось ще. За словами професора Френча, автора книги 2003 «Кодекс воїна»:
   Якщо той хто на полі бою, ризикуючи та позбавляючи когось життя, має відчуття, що вкладає у гру власну шкуру… Я йду на ризик, щоби це здавалося почесним. Натомість той, хто вбиває на відстані, може відчувати сумніви. Чи я шляхетний?

### Режим контролю над ракетними технологіями, що застосовується до ББЛА
28 жовтня 2009 року, особливий доповідач Організації Об'єднаних Націй з питання про позасудові страти, страти без належного судового розгляду або довільні страти, Філіп Алстон представив доповідь Третьому комітету (із соціальних, гуманітарних та культурних питань) Генеральної Асамблеї, у якій стверджувалось, що застосування бойових літальних апаратів для цілеспрямованих вбивств, слід розглядати як порушення міжнародного права, якщо Сполучені Штати не зможуть забезпечити наявність відповідних запобіжних заходів і механізмів відповідальності.
У червні 2015 року, сорок п'ять колишніх військовослужбовців США виступили зі спільним зверненням до операторів безпілотних літальних апаратів, котрі діяли в Афганістані, Іраку, Сирії, Пакистані та інших країнах, закликаючи їх відмовитися від польотів і вказавши, що їхні місії «неприйнятно порушують внутрішні та міжнародні закони». Вони зазначили, що ці напади безпілотників також підривають принципи прав людини.

Деякі очільники стурбовані тим, як безпілотники вплинуть на психологію солдатів. Кіт Шертлефф, армійський капелан у Форт-Джексоні, Південна Кароліна, схвильований тим, що 
«у міру того, як війна стає безпечнішою і легшою, коли солдати віддаляються від жахів війни і бачать ворога не як людей, а як відблиски на екрані, стає очевидним ризик втратити стримувальний чинник, який забезпечує такі страхи».
Подібні побоювання виникли, коли «розумні» бомби почали широко застосовуватись під час Першої війни у Перській затоці.
Дослідники зі Стенфорда «Життя під дронами» тим часом показали, що цивільні особи в Пакистані та Афганістані неохоче допомагають тим, хто постраждав від перших ударів ББЛА, через те що самі рятувальники часто гинули від наступних ударів дронів. Відомо, що поранені родичі у руїнах від першого удару, кажуть своїм родичам не допомагати їх рятувати через частоту цих так званих повторних ударів. Люди також, уникають збиратися гуртами на помітних місцях. Багато дітей постійно перебувають вдома і найчастіше не відвідують школу.

Письменник Марк Бовден висловив власну думку, наголосивши у статті The Atlantic: 
«Але керуючи дроном, [пілот] бачить криваву бійню великим планом у спосіб дійсного часу — кров і відірвані частини тіла, прибуття рятувальників, страждання друзів та родини. Часто він довго спостерігає за людьми, яких вбиває, перш ніж натиснути на гачок. Пілоти дронів знайомляться зі своїми жертвами. Вони бачать їх у звичайному плині їхнього життя — з дружинами та друзями, з власними дітьми. Війна на віддаленому керуванні, виявляється інтимною та тривожною. Операторів інколи трясе».

## Авіаносці дронів
Дивіться ще: TCG Anadolu, Протичовнова оборона
У березні 2013 року DARPA почало працювати над створенням флоту невеликих військово-морських суден, здатних запускати та повертати бойові безпілотники без потреби у великих і дорогих морських авіаносцях. У Великій Британії для Королівського флоту, було запропоновано  UXV Combatant, який мав би бути кораблем, призначеним для ББЛА.
У листопаді 2014 року Міністерство оборони США зробило відкритий запит щодо розробок стосовно створення летючого авіаносця дронів, який зможе запускати та повертати безпілотники за допомогою вже наявних військових літаків, як от B-1B, B-52 або C-130, тобто перетворити ці літаки які зараз є в арсеналі Пентагону, на носії котрі могли би перевозити безпілотні літальні системи, що більшість людей називає дронами, близько до намічених цілей. Потім безпілотники могли би виконувати свої справи — бомбардувати, завдавати ракетні удари, здійснювати розвідку, тощо, а після — полетіти назад на літак-базу та рушити додому.
У лютому 2021 року, голова президентства оборонної промисловості Туреччини (тур. Savunma Sanayii Başkanlığı, SSB) Ісмаїл Демір представив новий вид ББЛА, котрий розробляє Baykar і який передбачається розміщувати на першому десантному кораблі Туреччини TCG Anadolu. Новий літак Baykar Bayraktar TB3, що створюється, є військово-морським різновидом Bayraktar TB2, оснащеним місцевим двигуном, розробленим TEI. Згідно початкових задумів, гадалося, що корабель буде оснащений винищувачами F-35B, але після вилучення США Туреччини із програми закупівель, судно перебуває у стані перероблення, щоби мати можливість приймати ББЛА. Пан Демір повідомив, що з палуби Anadolu зможуть злітати та приземлятися від 30 до 50 ББЛА Bayraktar TB3 зі складаними крилами.